# Нельсон, Иэн Пол
Иэн Пол Нельсон (англ. Ian Paul Nelson; род. 5 сентября 1982) — американский актёр.

## Фильмография.
- Признания голливудской старлетки  (2010) (англ. More Confessions of a Hollywood Starlet) — Эли Уиолш
- Частная практика (2008) (англ. Private Practice) — Кирк Дженсе
- Запасное стекло (2008) (англ. True Confessions of a Hollywood Starlet) — Эли Уиолш
- Трон: Наследие (2008) (англ. Legacy — Джеймс
- Дакота Скай (2008) (англ. Dakota Skye) — Jonah
- Кит (2007) (англ. Bratz: The Movie) — Дилан
- Братц (2007) (англ. Bratz) — Дилан
- Запасное стекло (англ. What Goes On) (2007) — Броди Картер[2]
- Heavens Fall (2006) — Лестер Картер
- Седьмое небо (англ. 7th Heaven) (2004) — Монти
- Седьмое небо (англ. Cold Case) (2004) — Гэри Кардифф
- Убийца демонов (англ. Natural Selection) (2003) — Ангело
- Дом храбрых  (2002) (англ. Home of the Brave) — Рэнди
- The Ketchup Conspiracy (2001) — Street Passerby #3/Rollerblade Kid